# Augusta (titre honorifique)
Pour les articles homonymes, voir Augusta.

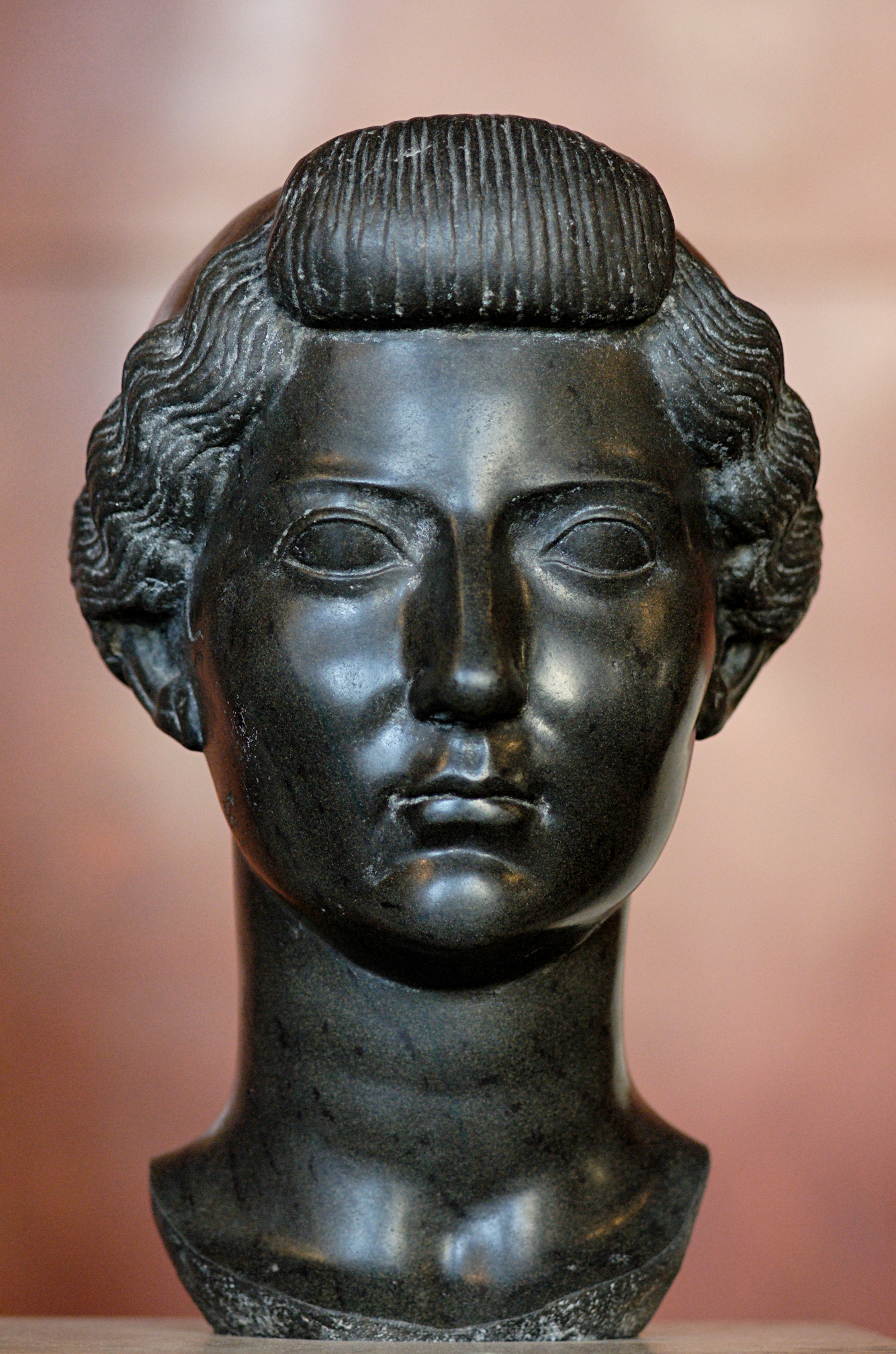
Livie, la première Augusta, en 14.

Augusta est la forme féminine du titre d'Auguste. Il est généralement donné aux épouses ou parentes des empereurs romains et des empereurs byzantins sous la forme hellénisée de αὐγούστα.

## Histoire
Au IIIe siècle, les Augustae pouvait aussi recevoir les titres de Mater castrorum et Mater patriae. Durant le Dominat, le titre est utilisé avec plus de parcimonie : seules neuf des trente épouses impériales de la période 324-527 sont reconnues comme telles. Le titre apporte beaucoup de prestige, avec la possibilité pour l'Augusta d'émettre sa propre monnaie, de porter des insignes impériaux et d'avoir ses propres tribunaux parallèles.
Zénobie, à Palmyre, prit le titre d'Augusta lorsqu'elle entreprit de soumettre l'Égypte et de se déclarer reine d'Égypte.
À Byzance, le titre est poursuivi de manière formelle au sein de l'Empire romain d'Orient classique jusqu'au VIIe siècle, pour ensuite être utilisé de manière de moins en moins systématique par les impératrices à partir d'Héraclius, où l’hellénisation leur fera porter la simple dénomination de Basilissa mais dans un sens connexe a celui conférer au titre de Basileus, qui pour les byzantins qualifie non pas un roi, mais bien l'empereur.

## Liste desAugustae
- 14 :  Livie, épouse d'Auguste.
- 41 : Antonia Minor, mère de  Claude.
- 50 : Agrippine la Jeune, épouse de Claude.
- 64 : Poppée et Claudia Augusta, épouse et fille de Néron.
- avant 80 : Flavia Domitilla, fille de Vespasien.
- 105 : Plotine et Ulpia Marciana, épouse et sœur de Trajan.
- 112 : Salonia Matidia, nièce de Trajan.
- 128 : Sabine, épouse d'Hadrien.
- 138 : Faustine l'Ancienne, épouse d'Antonin le Pieux.
- 146 : Faustine la Jeune, fille d'Antonin le Pieux, épouse de Marc Aurèle, mère de  Commode.
- 164 : Lucille, fille de Marc Aurèle et épouse de Lucius Aurelius Verus.
- 177 : Bruttia Crispina, épouse de Commode.
- 193 : Manlia Scantilla et Didia Clara, épouse et fille de Didius Julianus.
- 193 : Julia Domna, épouse de Septime Sévère
- 205 : Fulvia Plautille, épouse de Caracalla
- 218 : Julia Maesa, sœur de Julia Domna, grand-mère d'Héliogabale et de Sévère Alexandre
- 218 : Julia Soaemias, mère d'Elagabal
- 219 : Julia Cornelia Paula, première épouse d'Héliogabale (Elagabal)
- 220 : Julia Aquilia Severa, seconde et quatrième épouse de Héliogabale (Elagabal)
- 221 : Annia Faustina, troisième épouse d'Elagabal
- 222 : Julia Mamaea, mère de Sévère Alexandre.
- 225 : Sallustia Orbiana (Orbiane), épouse de Sévère Alexandre
- 238 : Tranquilline, épouse de Gordien III.
- 240 : Marcia Otacilia Severa (Otacilie), épouse de Philippe l'Arabe.
- 240 : Herennia Etruscilla, épouse de Dèce, mère de Herennius Etruscus et Hostilien.
- 250 : Mariniana, épouse de Valérien.
- 250 : Cornelia Salonina, épouse de Gallien.
- 253 : Cornelia Supera, épouse d'Émilien.
- 260 : Sulpicia Dryantilla, épouse de Regalianus.

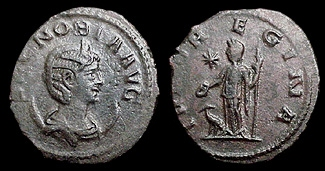
Pièce de Zenobia déclarant son titre, Augusta.

- 269 : Zénobie, reine guerrière qui tenta de conquérir l'Égypte
- 274 : Ulpia Severina, épouse de Aurélien.
- 283 : Magnia Urbica, épouse de Carin.
- 308 : Galeria Valeria, fille de Dioclétien et épouse de Galère.
- après 324 : Fausta, Hélène et Constance, respectivement épouse,  mère et fille de Constantin Ier.
- entre 364 et 378 : Albia Dominica, épouse de Valens.
- avant 385 : Aelia Flacilla, épouse de Théodose Ier.
- 400 :  Eudoxie, épouse d'Arcadius.
- en 416? : Galla Placidia, fille de Théodose Ier, épouse de Constance III, mère de Valentinien III.

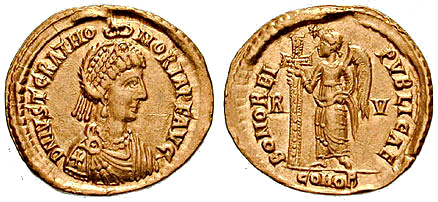
Honoria, Augusta en c. 440.

- 439: Licinia Eudoxia, épouse de Valentinien III
- 440 : Honoria, sœur de Valentinien III.
- 475 : Ælia Zenonis, épouse de Basiliscus
- 527 : Théodora, épouse de Justinien
- 639 : Martina, nièce d'Héraclius
- 642 : Fausta, fille du général Valentin, épouse de Constant II Héraclius
- 718 : Maria, épouse de Léon III l'Isaurien
- 741 : Anna, épouse d'Artabasde
- 769 : Eudokia, épouse de Constantin V
- 769 : Irène l'Athénienne, épouse de Léon IV le Khazar
- 1081 : Anne Dalassène, mère d'Alexis Ier Comnène